# برايان ليتر
برايان ليتر (بالإنجليزية: Brian Leiter، وُلد في 1963) فيلسوف وباحث قانوني أمريكي، وأستاذ كارل ليويلين في الفقه القضائي بكلية حقوق جامعة شيكاغو، ومؤسس «مركز شيكاغو للقضاء والفلسفة والقِيَم الإنسانية» ومديره. وُصف في مراجعات نوتردام الفلسفية بأنه «من أشد فلاسفة القانون تأثيرًا في زماننا»، وفي دورية دراسات نيتشه وُصف كتابه نيتشه والأخلاق (2002) بأنه «أهم كتاب وُضع عن فلسفة نيتشه في آخر عقدين».
من 1995 إلى 2008 درَّس ليتر في كلية حقوق جامعة تكساس، حيث أسس «برنامج القانون والفلسفة» وأداره. وانضم إلى هيئة تدريس جامعة شيكاغو في 2008. ركز كتاباته في الفلسفة القانونية والفلسفة القارية، وخصوصًا نيتشه وماركس. كان أيضًا أستاذًا زائرًا في جامعات أمريكية وأوروبية، منها جامعة ييل وأكسفورد. وهو محرر مؤسس لسلسلة كتب عوانها فلاسفة روتليدج، وأيضًا دراسات أكسفورد عن فلسفة القانون بالتعاون مع ليزلي غرين. وهو فوق ذلك مدوِّن مُكثِر. وأسس «تقرير الذوَّاق الفلسفي» وكان محررًا له 25 عامًا، وهو تصنيف مؤثر -ومثير للجدل- لبرامج الدكتوراه الفلسفية في الدول الناطقة بالإنجليزية. بعدما تكرر احتجاجه في 2002 و2014، تقاعد وترك تحرير تقرير الذواق الفلسفي لبيريت بروغارد (فيلسوف بجامعة ميامي) وكريستوفر پاينز (فيلسوف بجامعة إلينوي الغربية).

## التعليم والمسيرة المهنية
وُلد لأسرة يهودية، وحصل على بكالوريوس آداب في الفلسفة من جامعة برينستون (1984)، وعلى دكتوراه في القانون (1987) ودكتوراه في الفلسفة (1995) من جامعة ميشيغان، حيث أشرف على أطروحته پيتر رايلتون.
درَّس عامين في كلية حقوق جامعة سان دييغو، وكان أستاذ فلسفة مساعدًا زائرًا بجامعة كاليفورنيا سان دييغو، قبل أن ينضم في 1995 إلى هيئة تدريس كلية حقوق جامعة تكساس، حيث درَّس حتى 2008، وأسس «برنامج القانون والفلسفة» وأداره. في 2008 انتقل إلى جامعة شيكاغو، حيث هو الآن أستاذ كارل ليويلين في الفقه القضائي بكلية حقوقها، ومؤسس مركز شيكاغو للقضاء والفلسفة والقِيَم الإنسانية.
وكان أستاذًا زائرًا للقانون أو الفلسفة في كلية حقوق ييل وكُليَّة لندن الجامعية وكلية حقوق جامعة شيكاغو وجامعة غرب باريس نانتير لاديفونس وجامعة كاليفورنيا سان دييغو وجامعة أكسفورد. حرَّر مجلة نظرية قانونية من 2000 إلى 2008، وهو محرِّر فلاسفة روتليدج (سلسلة مقدمات إلى أهم الفلاسفة)، ومحرر دراسات أكسفورد في فلسفة القانون (مع ليزلي غرين).

## وصلات خارجية
- Brian Leiter Personal homepage.
- An in-depth autobiographical interview with Brian Leiter